# Mega Man 5
Ne doit pas être confondu avec Mega Man V.
Mega Man 5 (Rockman 5: Blues no Wana!? (ロックマン5 ブルースの罠?!) au Japon) est un jeu d'action-plate-formes développé et édité par Capcom sur NES en 1992, puis porté sur Console virtuelle (Wii, Wii U, Nintendo 3DS), et téléphone mobile (J2ME, Android, iOS). C'est le cinquième jeu de la série principale de Mega Man,,,,,,.

## Trame
Le professeur Light, concepteur de Mega Man, a été enlevé et tout laisse croire que le responsable n'est autre que Proto Man, le frère de Mega Man. Mais alors que Mega Man et Proto Man semblent se retrouver, le véritable Proto Man apparaît et fait tomber le subterfuge employé par le Dr.Wily, revanchard à la suite de la trahison de Proto Man dans l'épisode précédent Mega Man 4.

## Système de jeu
Mega Man 5 est un jeu d'action-plates-formes, reprenant la formule classique de la série formule Mega Man. Bien qu'il reprend les mécanismes traditionnels de la série, le jeu compte plusieurs améliorations notables.
Le Mega-Buster a gagné en puissance par rapport au volet précédent, mais en contrepartie, il se voit accompagné d'un handicap : la concentration du tir est perdue lorsque Mega Man est touché.
Les gadgets Wire et Balloon présents dans Mega Man 4, sont supprimés pour encourager le joueur à faire appel aux facultés de Rush, ainsi que celles de Beat, le nouveau compagnon de Mega Man. Créé par le professeur Cossack, l'oiseau robotique attaque les ennemis présents à l'écran, y compris les boss, ce qui peut se révéler très pratique. Pour le débloquer, le joueur doit récolter les huit lettres de composante le titre MEGA MAN V, réparties à travers les niveaux.
Après avoir battu les Robot Masters, Mega Man doit faire face aux lieutenants de Proto Man, les Dark Men. Ce sont des variantes du même robot capables d'employer des techniques de combat différentes. Mega Man doit donc aller en finir avec le véritable ennemi en traversant quatre autres stages.